# GNU Emacs
ГНУ Емакс је најпопуларнији и највише портован Емакс текст едитор. Он је настао као део ГНУ пројекта, основаног од стране Ричарда Столмана. Као и друге варијанте Емакса, и ГНУ Емакс је базиран на Тјуринговом програмском језику. ГНУ Емакс је назван најмоћнији текс едитор који је данас доступан. Уз правилну подршку основног система, ГНУ Емакс има могућност да приказује фајлове кроз више комплета карактера, а може и да истовремено прикаже већину језика барем од 1999. године.Кроз своју историју, ГНУ Емакс је био централна компонента ГНУ пројекта, и важан сегмент у покретању слободног софтвера.Слоган за ГНУ Емакс је био проширив текст едитор са војом документацијом.

## Историја
Године 1976., Столман је написао први Емакс (Едитор МАкрос), и касније 1984. године Ричард Столман је почео да ради на ГНУ Емаксу, како би произвео слободан софтвер који би представљао алтернативу за власнички Гослинг Емакс. ГНУ Емакс је првобитно заснован на Гослинг Емаксу, али Столманова замена Моклисп интерпретатора са правим Лисп интерпретатором је захтевала да цео код буде поново написан. Ово је постао први програм објављен од стране ГНУ пројекта. ГНУ Емакс је написан у C програмском језику и омогућава Емакс Лисп, који је такође имплементиран у C-у, као проширење језика. Верзија 13, прва јавна објава, не настала 20. марта 1985. године. Прва обимно дистрибуисана верзија ГНУ Емакса је била 15.34, објављена касне 1985. године. Ране верзије ГНУ Емакса су нумерисане као 1. х.х, са иницијалним дигиталним записом верзије C језгра. 1 је одбачен након верзије 1.12 јер се сматрало да се главни број никада неће променити, тако да је главна верзија пребачена са 1 на 13. Број нове треће верзије је додат како би представљао промену коју су извршили кориснички сајтови.У тренутној шеми бројева, број са 2 компоненте је означавао верзију објаве, док су развојне верзије садржале три компоненте.
ГНУ Емакс је касније портован на Линукс. Он је давао боље карактеристике од Гослинг Емакса, пре свега комплетан Лисп као језичко проширење, и ускоро је заменио Гослинг Емакс за де факто Линукс Емакс едитор. Маркус Хес је указао на сигурносну грешку у ГНУ Емаксовом подсистему за имејлове, 1986. године чиме је он добио приступ суперкорисника за Јуникс рачунаре.
Иако су корисници често постављали закрпе и Елисп код на net.emacs групу, развој ГНУ Емакс-а није званично почео пре 1999. године, у био је пример Катедралног развојног стила у 'The Cathedral and the Bazaar'. Од тада је пројекат усвојио поштанску развојну листу и анонимав ЦВС приступ. Развој је био стациониран у једном ЦВС пртљажнику све до 2008. године, а данас он корсити Гит ДВЦС.
Ричард Столман је остао главни одржавалац ГНУ Емакса, али се повукао са тог положаја после неког времена. Стефан Мониер и Чонг Јидонг су преузели ту улогу од 2008. године. 21. септембра 2015. године Мониер је објавио да се повлачи са положаја руководиоца што је узроковало застој Емакса 25.

## Лиценцирање
Услови ГНУ-ове опште јавне лиценце (ГПЛ), су наводили да је изворни код Емакса, укључујући и C и Емакс Лисп компоненте, слободан за испробавање, модификовање и редистрибуцију.
Политика ГНУ Емакса, као и великог броја ГНУ пакета, је прихватала значајан кодни допринос само ако су власници ауторских права извршавали или приписивали свој интересе фондацији за слободни софтвер. Поправљање багова и минилани добриноси до 10 линија кода су прихватљиви. Политика је таква да ФСФ може да тужи неки софтвер на суду због нарушавања копилефт лиценце.
Старије верзије документације ГНУ Емакса су под аd-hoc лиценцом која захтева укључење тренутног текста у било којој модификованој копији. У упутству ГНУ Емакса, на пирмер, стоје инструкције за ГНУ Емакс из Ричардовог есеја The GNU Manifesto. Упутства ХЕмакса, која су наслеђена од старијих Емаксових упутстава, имају исту лиценцу. Новије верзије ГНУ-ова лиценца за слободну документацију са инваријантним одељцима, захтевају укључење исте документације као и да упутства буду названа ГНУ Упутства.

## Коришћење ГНУ Емакс-а

### Команде
У нормалном едиторском простору, ГНУ Емакс се понаша као други едитори и дозвољава да корисник убацује карактере са одговарајим кључевима и да помера место едитовања са срелицама. Притискањем Есц дугмета или контролног дугмета и/или мета дугмета, алт дугмета или супер дугмића у комбинацији са регуларним дугмићима се праве комбиновани дугмићи који позивају функције из Емакс Лисп окружења. Команде као што су  save-buffer и save-buffers-kill-emacs представаљају комбинацију више комбинованих думгића.
Неке ГНУ Емакс команде раде активирањем спољашњег програма, као што су  spell-checking или ГНУ колекција компајлера за компилацију програма, које рачлањују излазну информацију програма, и приказују резултат у ГНУ Емаксу. Емакс такође подржава инфериорне порцесе-процеса који интерагују са Емаксовим бафером. Ово је коришћено за имплементовање љуске, која користи Јуникс љуску као главни процес, као и РЕПЛ модове за разне програмске језике. Емаксова подршка за спољашње процесе прави атрактивно окружење за интерактивно програмирање заједно са Интерлиспом или Smalltalkом.
Корисници који преферирају IBM-ов стил дугмића могу да користе cua-mode, пакет који не само да је био трећеразредни него је био и укључен у ГНУ Емакс, од верзије 22.

### Минибафер
Емакс користи минибафер, како би представио статус и захтевао ингормације-функције које би нормално биле извршене помоћу дијалог кутије у већини ГУИ-ова. Минибафер чува информацију текстуалног типа како би могао да је тражи, или име неког фајла које треба да се прочита или сачува. Када је могуће, завршетак командне линије је доступан, коришћењем спејс или таб дугмета.

### Фајл менаџмент и дисплеј
Емакс чува текст у структурама података познатим као бафери. Бафери могу или не могу да буду приказани на екрану, али свим карктеристикама бафера се може приступити помоћи Емакс Лиспа као и преко корисничког интерфејса. Корисник може да направи нове бафере и обрише оне које жели, тако да неколико бафера може да постоји истовремено. Неки садрже текст учитан из текст фајлова, који корисник може да промени и поново сачува у складиште. За ове бафере се каже да су посетилачки фајлови. Бафери такође постоје како би складиштили привремени текст, као што је аутпут Емкс команди, прелиставање dired речника, документација приказана help библиотеком и  нотификације које би у едитору биле приказане као дијалог кутија. Ове нотификације се ретко приказују у минибаферу, и ГНУ Емакс обезбеђује бафер за Поруке који чува историју нотификација које су скоро коришћене. Бафери које Емакс ствара су названи астериск, како би се разликовали од корисничких бафера.
Већина Емаксових кључних секвенци остаје функционална у сваком баферу. На пример, стандардна Ctrl-s isearch функција може бити коришћена за претраживање имена фајлова у dired баферима, и та листа фајлова може бити сачувана у текст фајлу као и били који други бафер. Тако опремљен, Емакс приказује графичке фајлове у баферима. Емакс је бинарно безбедан и 8-битно чист.
Емакс може да подели простор за едитовање на одвојене делове који се називају прозори, карактеристика која је доступна од 1975. године, и која је претходила обичној употреби графичког корисничког интефејса. Прозори у Емаксу су слични ономе што други системи називају оквири или окна- правоугаони део програмског дисплеја који може независно да се ажурира. Емакс прозори су доступни и у текст-терминалним или графичким модовима и омогућавају више од једног бафера, или више делова једног бафера, да буду приказани истовремено. Обичне апликације које приказују dired бафер заједно са фајловима у датом директоријуму, приказују и изворни код програма у једном прозору док у другом приказују љуску бафера на коме се налазе резултати компајлирања програма, или приказују више фајлова који треба истовремено да се едитују-као што је хедер заједно са својим имплементацијама за језике базиране на C-у. Такође, постоји и follow-mode, једноставан мод који повезује прозоре како би приказао не-преклапајуће делове бафера. Коришћењем follow-mode, један фајл се може приказати у више прозора који се ажурирају на одговарајући начин. Прозори Емакса су поплочани и не могу да се појеве испод или изнад других компоненти. Емакс може да покреће више оквира, који су приказани као индивудални прозори у графичком окружењу. Могуће је направити вишеструке оквире у текст-терминалу; приказани су тако да попуњавају цео терминал, и могу да се замене коришћењем стандране Емаксове команде.

### Главни модови
ГНУ Емакс може да едитује различите типове текста и да се прилагоди укључувањем прикључка који се назива главни мод. Дефинисани главни модови постоје за велики број типова текса укључујићи и обичне текстуалне фајлове, изворне кодове и многе порграмске језике, HTML документа, Tex и LaTeX документа. Сваки главни мод укључује Емакс Лисп програм који омогућава едитору да се прилагоди за специфичак тип текста. Главни модови најчешће омогућавају неке или све карактеристике:
- Истицање синтаксе ("font lock"): комбинације фонтова и боја, названих "faces,"[16] који праве разлику између елемената као што су кључне речи или коментари.
- Аутоматско увлачење како би се постигао однос између фајлова.
- Аутоматско уметање елемената, потребног по структури документа, као што су простори, нове линије и заграде.
- Специјалне команде за едитовање, као што су команде за скок на почетак или крај функције приликом едитовања програмског фајла или команде, како би се потврдио документ или убацио таг за затварање документа, прилком рада са језиком као што је XML.

### Мањи модови
Коришћење мањих модова је омогућило још боље прилагођавање. ГНУ Емакс бафер за едитовање може да користи само један главни мод у једном тренутку, али више мањих модова истовремено. Они могу да се извршавају на документима, као што главни мод за C програмнски језик дефинише одвојене мање модове за сваки популарни индент стил, а могу и да послуже за едитовање окружења. Примери укључују мод који даје могућност да поништи промене у конфигурационом прозору као и други мод који проверава on-the-fly синтаксу. Такође постоји и мањи мод који дозвољава да више главних модова користи исти фајл, што је потребно приликом едитовања документа који је рађен у више програмских језика.

## Упутства
Поред уграђених документација, ГНУ Емакс има необично дуго и детаљно упутство. Електронска копија ГНУ Емакс упутства, написана од стране Ричарда Столмана, је повезана са ГНУ Емаксом и може да се види преко уграђеног инфо претраживача. Два додатна упутства,  Emacs Lisp Reference Manual које су написали Бил Луис, Ричард Столман и Дан Лалиберте и  An Introduction to Programming in Emacs Lisp написано од стране Роберта Чизела, су укључена. Сва три упутства су такође објављена у књизи задужбине за слободни софтвер. Упутство ХЕмакса је слично ГНУ Емаксовом упутству, које је форковано у исто време када је и ХЕмакс форкован по узору на ГНУ Емакс.

## Интернационализација
ГНУ Емакс подржава велики број алфабета, скрипти, система за писање, културне конвенције и омогућава проверу-речи за многе језике извршањем спољашњег програма као што је ispell. Верзија 24 је укључила подршку за двосмерни текст типа Арапског, Персијанског и Хебрејског језика
Велики број система за кодирање, укључујући UTF-8, су подржани. ГНУ Емакс користи UTF-8 за своје кодирање као што је ГНУ 23, док примарне верзије коирсте њихов лични систем за кодирање и изрвшавају конверзије након учитавања или чувања. Унутрашње кодирање које користи ХЕмакс је слично ГНУ Емаксовом али постоје разлике у детаљима.
Кориснички простор ГНУ Емакса је настао у Енглеској, осим туторијала за почетнике, и није превођен у друге језике.
Подсистем назван Emacspeak омогућава слепим и корисницима са оштећеним видом да управљају едитор преко гласовних команди.

## Проширивост
Понашање ГНУ Емакса може да се модификује и шири скоро неограничено уграђивањем Емакс Лисп програма који дефинише нове команде, нове модове бафера, нове карактере, итд. Многе екстензије које омогућавају корисничке функционалности дефинишу главне модове (или за нови тип фајла или за прављење корисничког интерфејса који није намењен за едотовање текста); други дефинишу само команде или мање модове, или омогућавају функције које побољшавају друге екстензије.
Многе екстензије су спојене са инсталацијом ГНУ Емакса; док се друге преузимају као непотребни фајлови (традиционални извор је био gnu.emacs.sources групе Јузнет) али ту је постојао напредак везан за промењене пакете и сајтове за преузимање пакета, од верзије 24, са уграђеним пакетним менаџером (као екстензијом) који их је преузимао и инсталирао.
Пар примера:
- AUCTeX, алати за едитовање TeX и LaTeX докумената
- Calc, моћан РПН нумерички дигитрон
- Calendar-mode, за чување календара и дневника
- dired, фајл менаџер
- Dissociated Press, текст едитор
- Doctor, психоаналитички симулатор инспирисан од стране ELIZA
- Dunnet, текстуална авантура
- Ediff и Emerge, за поређење и комбиновање фајлова
- Emacs/W3, интернет претраживач
- ERC и rcirc и Circe, ИРЦ клијенти[17]
- ЕСС модови за едитовање статистичких језика као Р и САС
- EWW (Емакс веб претраживач), уграђен веб претраживач
- Gnus, комплетан чотач новост и имејл клијент, доказ за Завинскијев закон
- MULE (Вишејезична екстензија за Емакс) омогућава едитовање текста написаног у више језика, нешто слично јединственом коду
- Org-mode за чување бележака, листи, планова и пројеката и за прављење докумената у многим форматима (PDF, HTML, или OpenDocument форматима)
- Info, онлајн помоћни претраживач
- Planner, лични менаџер информација
- SES, spreadsheet
- SLIME приширује ГНУ Емакс на развојно окружење за Комон Лисп. Са SLIME (написан у Емакс Лисп-у) ГНУ Емакс едитор сарађује са Комон Лисп системом (користећи SWANK)  преко специјалног комуникационог протокола и омогућава алате типа read–eval–print loop, инспектор података и дебагер.
- Viper, vi емулациони простор;[18] такође и, Evil, Vim емулациони простор[19]
- VM, још један комплетан имејл клијент
- Wanderlust, свестран имејл клијент за новости
- Mediawiki-mode за едитовање страна MediaWiki пројектима

## Учинак
ГНУ Емакс се учитава нешто спорије од осталих едитора на системима на којима је први пут имплементиран, јер учитавање и интерпретирање кода базираног на Лисп-у утиче на перформанс. Модерни рачунари су довољно снажни да покрећу ГНУ Емакс без икаквог успоравања, али верзије пре 19.29 (из 1995. године) нису могле да едитују текстове веће од 8 MB. Ограничење обима фајла је повећано, и 32-битне верзије после ГНУ Емакса 23.2 су могле да едитују фајлове и до 512 MB величине. Емакс убачен на 64-битне машине је могао да подржи већи број великих бафера.

## Платформе
ГНУ Емакс је постао један од највише портованих сложених рачунарских програма и може да се покрене на великом броју оперативних система, укључујући ДОС, Microsoft Windows и OpenVMS. Подршка за неке застареле платформе које су уклоњене са Емакса 23.1, као што је ВМС и већина Јуникс платформи (осим заснованих на Линуксу). Она је доступна за већину оепративних система базираних на Јуниксу, као што је Линукс, BSD, Соларис, AIX, HP-UX, IRIX и OS X, и чресто је укључена у инсталационим пакетима система. Оригинални портови ГНУ Емакса постоје за Андроид и Нокијин Маемо.
ГНУ Емакс користи и текст терминале и ГУИ окружења. На операвиним системима налик Јуниксу, ГНУ Емакс може да користи Х Windows систем како би произвео ГУИ, или директно преко Атена виџета или коришћењем виџет алата као што је Мотиф, ЛесТиф, или ГТК + . ГНУ Емакс може да користи графичке системе сродне OS X или Microsoft Windows-у како би произвео менјубарове, тулбарове или скролбарове и меније за садржај како би обезбедио погодан изглед и осећај свакој платворми.

## Форкови

### XЕмакс
Луцид Емакс, базиран на раним верзијама ГНУ Емакса 19, је развијан почевши од 1991. године од Џејмија Завинског. Један од најпознатијих форкова у развоју слободног софтвера се појавио када је кодна основа две верзије Емакса раздвојена, тада је више посених тимова за развој покушавало да пронађе грешку и да поново споји те кодове у јединствен програм. Након што је Луцид банкротирао, Луцид Емакс је преименован у ХЕмакс и остао други најпопуларнији Емакс, после ГНУ Емакса. Развој ХЕмакса је почео веома споро, са стабилном верзијом 21.4.22 која је објављена у јануару 2009. године, док је ГНУ Емакс имплементирао велики број некадашњих ХЕмакс карактеристика. То је навело неке кориснике да прогласе пропаст ХЕмакса.

### Остали форкови ГНУ Емакса
Други форкови, мање познати од ХЕмакса, укључују:
- Meadow– јапанску верзију Microsoft Windows-а[30]
- SXEmacs–Стив Јангов форк ХЕмакса[31]
- Aquamacs– верзија која је фокусирана на интегрисање корисничког интерфејса Епл Мекинтоша.

## Историја објавад
| Верзија | Датум објаве        | Значајне промене |
| ------- | ------------------- | --- |
| 24.5    | 10. април 2015.     | Објава везана за поправљање багова. |
| 24.4    | 20. октобар 2014.   | Подршка за АЛЦ (листа конторлних приступа) и дигитални порписи Емакс Лисп пакета. Подољшана мулти-екранска и подршка целог екрана. Подршка приликом чувања и поновног коришћења фрајмова и прозора. Побољшана подршка менија на текст терминалима. Уграђен веб претраживач (М-х SPC). Нови правоугаони мод (C-x SPC). Подршка нотификације фајлова.                                                |
| 24.3    | 10. март 2013.      | Опште променљиве су сада основа Емакс Лиспа, унапређење у односу на Комон Лисп библиотеку, и нови главни мод за Пајтон. |
| 24.2    | 27. август 2012     | Објава везана за поправљање багова. |
| 24.1    | 10. јун 2012.       | Емакс Лисп архива пакета, подршка за основне боје тема, опционални GTK +3, подршка за двосмерни инпут, подршка за језички простор у емакс лиспу.њ |
| 23.4    | 29. јануар 2012.    | Поправљен безбедносни пропуст. |
| 23.3    | 10. март 2011.      | Побољшана функционалност приликом коришћења Емакса са системом контроле верзија. |
| 23.2    | 8. мај 2010         | Нови алати за коришћење Емакса као ИДЕ, укључујући навигацију пројекта и аутоматско прављење фајлова. Нов главни мод за едитовање Јаваскрипт извора. Курсор је сакривен док корисник куца. |
| 23.1    | 29. јул 2009.       | Подршка за anti-aliased фонтове на Х-у кроз Xft, боља уникод подршка, Доц мод на пакетима за прегледање PDF-a i PostScipt фајлови, повезивање за процесе кроз D-Bus (dbus), повезивање са ГПГ-ом, nXML мод за едитовање XML докумената, Руби мод за едитовање Руби програма, и још доста тога. Коришћење Карбон ГУИ библиотека на Мек OS X је замењено коришћењем модернијих Кокоа ГУИ библиотека. |
| 22.3    | 5. септембар 2008.  | GTK+ алатна подршка, побољшана подршка за миш, нови макро систем за тастатуру, побољшана уникод подршка, и повуци-и-пусти операција на Х. Много нових модула и пакета укључујући графички кориснички интерфејс за ГДБ, Пајтон мод, математички алат Calc, и даљинско уређивање Трамп система (Транспарентан даљински (фајл) приступ, вишеструки протокол).                                         |
| 22.2    | 26. март 2008.      | Нова подршка за Базар, Меркуријал, Монотон, и Гит системе за контролу верзија. Нови главни модови за едитовање CSS, Vera, Verilog, и BibTeX фајлова. Побољшана подршка за скроловање и мод за слике. |
| 22.1    | 2. јун 2007.        | Подршка за GTK+ графичке алате, подршка за повуци-и-пусти на Х-у, подршка за Мек OS X Карбон УИ, орг-мод верзија 4.67д укључена. |
| 21.1    | 20. октобар 2001    | Подршка за приказивање боја и још неке погодности на терминалима, уграђено хоризонтално скроловање, звучна подршка, подршка за миш, побољшани простори за мени, подршка за слике, тулбарове, тултипове, уникод подршка. |
| 20.1    | 17. септембар 1997. | Више-језична подршка |
| 19.34   | 22. август 1996.    | Објава везана за поправљање багова. |
| 19.31   | 25. мај 1996.       | Емакс отвара Х11 оквир по дифолту, скрол барове на Windows-у 95 NT, recover-session за враћање фајлова са ђубрета, неке doctor.el карактеристике су уклоњене са УН законом о пристојности комуникације |
| 19.30   | 24. новембар 1995.  | Вишеструка оквирна подршка на МС Windows-у, мени бар на текст терминалима, pc-select пакет за имитирање обичних Windows и Мекинтош везивањима дугмића. |
| 19.29   | 19. јун 1995        | |
| 19.28   | 1. новембар 1994.   | Прва званична в19 објава. Подршка за вишеструке оквире које користи Windows Х систем: ВЦ, нови интерфејс за систем контроле верзија, мод за закључавање фонта, hexl мод за хексадецимално едитовање. |
| 19.7    | 22. мај 1993        | |
| 18.59   | 31. октобар 1992    | |
| 18.53   | 23. фебруар 1989    | |
| 18.52   | 17. август 1988     | spook.el библиотека за додавање неких збуни НСА кључних речи за сваку послату поруку. |
| 18.24   | 2. октобар 1986     | Сервер мод,M-x disassemble, Емакс може да отвори ТЦП конекције, emacs -nw за отварање Емакса у конзоли на xterms. |
| 17.36   | 20. децембар 1985   | Верзија за бекап бројева |
| 16.56   | 15. јул 1985        | Прва Емакс 16 објава. Емакс-лисп-мод који се разликује од лисп-мо, брише цео код са Гослинг Емакса због проблемима са ауторским правима. |
| 15.10   | 11. април 1985      | |
| 13.0?   | 20. март 1985       | |